# Vildkat
Vildkatten (Felis silvestris) er en art i familien kattedyr. Den forekommer i Europa, det vestlige Asien og Afrika. Vildkatten regnes som stamformen til tamkatten, der nu oftest opfattes som en selvstændig art.
Historisk set fandtes vildkatten i næsten hele Europa, bortset fra på den skandinaviske halvø, i Finland og på Karelien (det såkaldte Fennoskandinavien). I dag er dens europæiske udbredelse ret fragmenteret, og i Danmark forsvandt den formodentlig for omkring 2.000 år siden, hvilket også er nær tidspunktet, hvor tamkatten først blev indført til landet. Vildkatten blev aldrig domesticeret i Nordeuropa, og de første tamkatte kom formodentlig til Danmark via romerne.

## Udseende
Vildkatten har normalt en kropslængde (hoved og krop) på 50 til 75 centimeter og en vægt på 3 til 5 kilo. Skulderhøjden er cirka 35 cm. Halens længde ligger mellem 21 og 35 cm. Sjældent når vægten op på 8 kilo.
Pelsen er brunlig med sorte striber. Den afrikanska type er ofte lidt mindre og har i tørre områder normalt lysere pels. Europæiske vildkatte er gulgrå, mere grå på ryggen, men er lysere, nærmest cremefarvet på maven med en næsten hvid hals. Hovedet har længdestriber, som mødes i nakken og fortsætter langs ryggen. Langs siderne og på ryggen er den oftest stribet. I Afrika og Asien varierer pelsens farve og er gerne rødlig, ligesom plettede former forekommer.

## Levevis
Vildkatten lever mest af gnavere eller andre små pattedyr, men også fugle, krybdyr, padder og insekter. I sjældne tilfælde jager vildkatten større bytte som harer eller unge antiloper. Ligesom tamkatten lister vildkatten sig ind på byttet.
Individerne lever uden for parringstiden enlige i deres revir, hvis størrelse i en undersøgelse er bestemt til cirka 4 km² for afrikanske vildkatte af hankøn. Hunnernes revir er oftest mindre, og forskellige køns revirer overlapper hinanden. Territoriets grænser markeres med kirtelsekreter og urin.
I koldere egne sker parringen i februar eller marts (sjældnere allerede i januar), og ungerne fødes cirka to måneder (60 til 70 dage) senere. Forplantningen i varmere egne kan ske året rundt, men oftest fødes kun et kuld pr. år. I hvert kuld er der 1 til 8 unger (normalt 3 til 6).
Vildkatten er sky og undgår at komme for nær mennesker.

## Underarter
Tidligere blev 22 underarter anerkendt, men siden offentliggørelsen af resultater baseret på fylogeografiske analyser i 2007 er det foreslået kun at anerkende fem underarter:
- Felis silvestris lybica, Afrikansk vildkat
- Felis silvestris ornata, Indisk ørkenkat
- Felis silvestris silvestris, Europæisk vildkat
- Felis silvestris cafra, fra det sydlige afrika
- Felis silvestris bieti, Kinesisk ørkenkat

De første fire anerkendes af IUCN, mens Felis bieti behandles separat.
Tidligere blev tamkatten kategoriseret som en underart til vildkatten, med taksonet Felis silvestris catus, men i dag regnes den som den selvstændige art Felis catus, nedstammende fra afrikansk vildkat.